# Sawa (postać legendarna)
Sawa – postać z legend o powstaniu Warszawy i tłumaczących pochodzenie nazwy Warszawa.
Według jednej z wersji legendy Sawa była żoną rybaka Warsa. Małżeństwo udzieliło gościny księciu Siemomysłowi, który odłączył się od orszaku podczas polowania. Od ich imion miała pochodzić nazwa miasta Warszawa. Według innej wersji Sawa był mężczyzną, bratem Warsza; byli oni rybakami mieszkającymi nad Wisłą, u podnóża Nowego Miasta.
Sawa występuje także w innej legendzie tłumaczącej pochodzenie nazwy Warszawa. Według niej na wzgórzu, na którym obecnie znajduje się Stare Miasto, mieszkała w chacie uboga kobieta o imieniu Ewa lub Sawa. Koryto rzeki znajdowało się wtedy w pobliżu ul. Bugaj. Przepływający Wisłą do drodze do Gdańska flisacy zatrzymywali się w pobliżu chaty, gdzie jej właścicielka przygotowywała im strawę. Zbliżając się do tego miejsca, wołali z daleka: „warz Ewa!” („warz Sawa!”), co znaczyło „gotuj nam jadło“.
Jeszcze inna wersja legendy identyfikuje Sawę z Syrenką Warszawską